# Peep Show (televisieserie)
Peep Show is een Britse sitcom met David Mitchell en Robert Webb. De serie werd geschreven door Jesse Armstrong en Sam Bain, met aanvullend materiaal van Mitchell en Webb zelf. De eerste aflevering werd uitgezonden op 19 september 2003 op Channel 4. Na negen seizoenen en in totaal 54 afleveringen werd op 15 december 2015 de laatste aflevering uitgezonden. Peep Show won in 2008 een BAFTA Award voor Best Situation Comedy en in zowel 2006 als 2007 de British Comedy Awards voor beste sitcom.

## Plot
Peep Show volgt het veelal seksueel gefrustreerde leven van twee mannen van achter in de 20, Mark Corrigan en Jeremy ("Jez"). Ze kennen elkaar van de (fictionele) Universiteit van Dartmouth en delen nu een appartement in Croydon, Zuid-Londen.
Mark werkt in de financiële wereld en is succesvol, maar hij heeft problemen in de omgang met mensen en ziet het leven somber in. Hij raakt regelmatig in ongemakkelijke situaties waar hij vaak vernederd wordt. Jeremy, die aan het begin van de eerste aflevering de relatie met 'Big Suze' uitmaakte, huurt een kamer in Marks appartement. Hij heeft een meer optimistische kijk op het leven dan Mark, maar zijn muzikale talent is nog niet erkend en hij is niet zo populair of aantrekkelijk als hij wel zou willen.

## Productie
Een opvallend element van de serie is dat de gebeurtenissen vrijwel alleen vanuit het oogpunt van de twee hoofdpersonen gezien worden. De scènes worden vaak gefilmd met een camera die vastzit aan het hoofd van de acteur, zodat de kijker het gevoel heeft dat hij hetzelfde ziet als de hoofdpersoon. De gedachten van het personage worden overgebracht in de vorm van voice-overs. Als er op een andere manier gefilmd wordt is dat meestal voor het overzicht, aan het begin van een scène, of bij flashback-scènes.